# Хеххајм
Хеххајм (њем. Höchheim) општина је у њемачкој савезној држави Баварска. Једно је од 37 општинских средишта округа Рен-Грабфелд. Према процјени из 2010. у општини је живјело 1.217 становника. Посједује регионалну шифру (AGS) 9673134.

## Географски и демографски подаци
Хеххајм се налази у савезној држави Баварска у округу Рен-Грабфелд. Општина се налази на надморској висини од 296 метара. Површина општине износи 25,3 km². У самом мјесту је, према процјени из 2010. године, живјело 1.217 становника. Просјечна густина становништва износи 48 становника/km².